# 藤原ヒロユキ
藤原 ヒロユキ（ふじわら ヒロユキ、1958年9月4日 - ）は日本のイラストレーター、ビール伝道師。大阪府出身。大阪教育大学教育学部卒業の元中学校教諭。

## ビア・ジャーナリスト／ビール伝道師

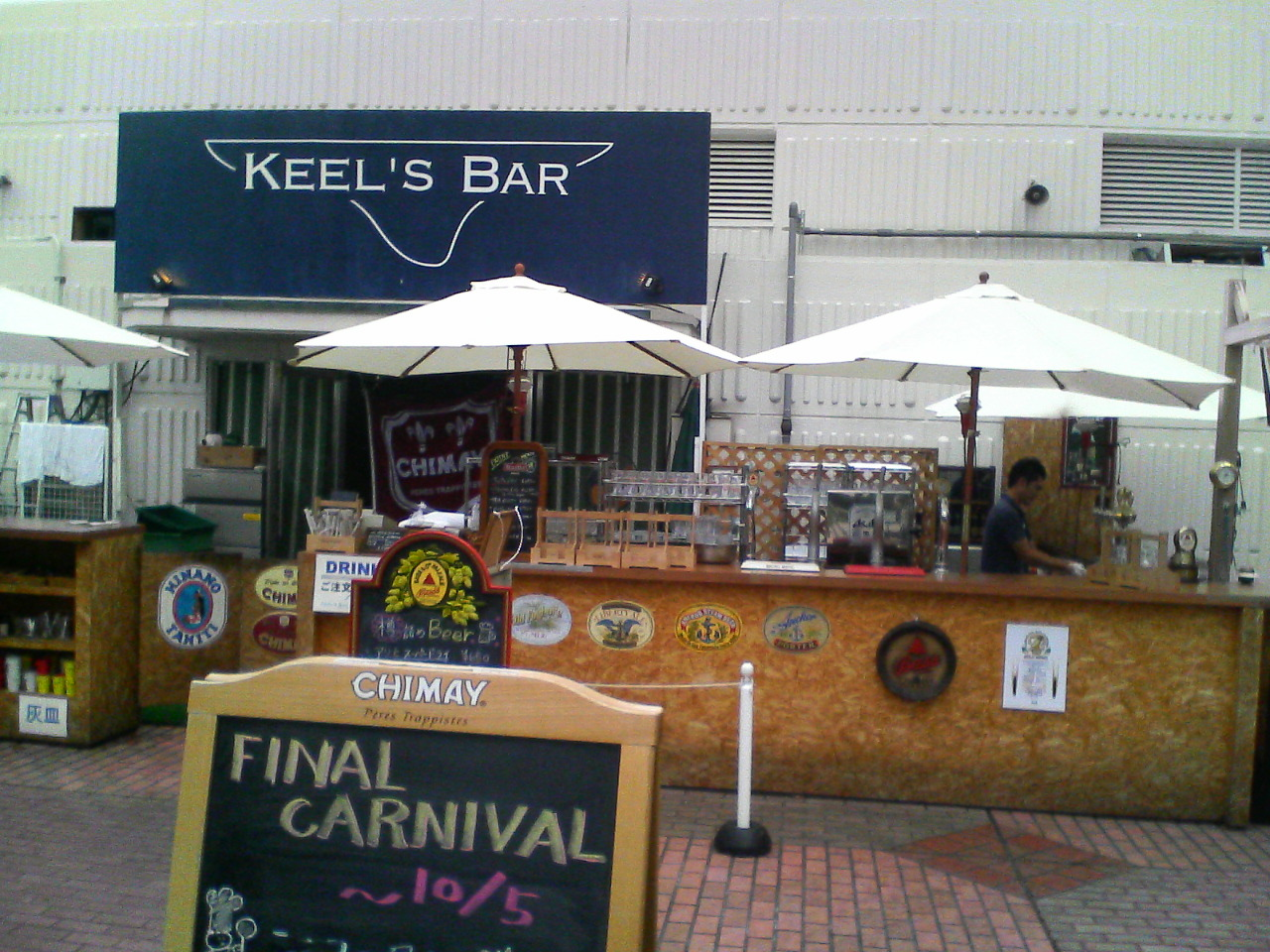
藤原ヒロユキがプロデュースしたキールズ'バー ビアテラスのカウンター (2008年)

日本ビアジャーナリスト協会代表。季刊「ビール王国」編集主幹。日本地ビール協会のマスター・イバリュエイター、アドバンスド・ビアジャッジ、ビア・コーディネィターの資格を取得。日本のみならず、欧米で開催される数々のコンテストにてジャッジを務める。日本では1996年からのインターナショナルビアコンペティション、1998年からのジャパンビアカップのビアジャッジを毎年務める。
2000年、ビールの各種スタイルと世界のビールを紹介する書籍を執筆、2005年春に創刊されたビール専門誌『Beer & Pub』の編集長を務める。しかし2013年の同誌復刊に際し「総編集長」に再度就任するが、一度もゲラを見せられないまま発売されたことに納得がいかず、同職を辞任。2013年10月にワイン王国社から「ビール王国」を出版する。
また、常陸野ネストビールの木内酒造にてビールを造るイベントの開催（2回めは2007年7月29日）、アサヒビールアネックスでビールと料理のマリアージュのイベントの開催、ビアテラスのプロデュース (2008年の「キール'ズバー・ビアテラス」)などビール文化の普及に一役を買っている。
国際コンペでは、2009年のグレートアメリカンビアフェスティバル（アメリカ・デンバー）、2010年ワールド・ビア・カップ（アメリカ・シカゴ）、2014年（アメリカ・デンバー）でインターナショナル・ビアジャッジとしてコンペティション、2013年インターナショナルビアフェスティバル・ターボル（チェコ）の審査員を務める。
2010年、一般社団法人日本ビアジャーナリスト協会代表に就任。
ブログ「藤原ヒロユキ日記」は2000年1月から続いている。ユーストリームで「藤原ヒロユキのBEERマニア」を2010年9月から放送している。
2019年に京都府与謝野町で「京都与謝野酒造」を設立し代表社員となるが、2022年に業務終了する。

## イラストレーター
1983年、フリーのイラストレーターとして大阪で活動を開始。月刊『神戸からの手紙（現SAVVY）』、月刊『ぷがじゃ』などにイラストマップやイラストコラムを連載。
1985年にイラストガイド『365日デートガイド関西編』、1987年『新365日デートガイド関西編』、1986年にイラストと短編小説集『午前8時の缶ビール』をいずれもノラブックスから出版。
現在、K&Kブランドのコンビーフや「缶つまプレミアム」などの缶詰で知られる『国分』の子会社でコンビニエンスストアを運営する「コミュニティ・ストア」が発行する小冊子「月刊コミュニティ」にてビールの魅力や、自身の趣味にまつわる記事を連載中。

## 書籍

### 著書
- 『beer mania! 飲んでおきたい世界のビール77本』日之出出版、2000年6月発売、ISBN 978-4891981105
- 『知識ゼロからのビール入門』幻冬舎、2004年7月発売、ISBN 978-4344900592
- 『ビールの常識 絶対飲みたい101本』アスキー・メディアワークス、2008年6月発売、ISBN 978-4-04-870031-3
- 『イラスト版 ベルギービール入門』日本経済新聞出版社 2009年10月
- 『今すぐ飲みたい！厳選地ビール118』ぶんか社 2010年2月
- 『本当にうまいビール215』ソフトバンク新書 2010年4月
- 『本当に飲みたい! 世界のビール』だいわ文庫、2012年5月、ISBN 978-4479303831
- 『藤原ヒロユキのイラストで巡る世界のビール博物館』ステレオサウンド、2013年4月、ISBN 978-4880733036
- 『藤原ヒロユキのBEER HANDBOOK』ステレオサウンド、2015年6月、ISBN 978-4880733661

### イラスト
- 『簡単ではない! 〜正しい料理のつくり方〜』日本放送出版協会、2001年6月、ISBN 978-4140331699
- 『続・簡単ではない! 〜正しい料理のつくり方〜』日本放送出版協会、2001年10月、ISBN 978-4140331729
- 『イラスト版 簡単だった! 〜プロ伝授の極上おかず帖〜』日本放送出版協会、2005年5月、ISBN 978-4140332337

### その他
- 『スロービールで行こう』監修、広済堂出版、2003年3月、ISBN 978-4331800546
- 『世界のビール博物館』ワイン王国 2013年4月 ISBN 978-4880733036
- 『ビール王国』ワイン王国 2013年10月 2014年10月から季刊